# Diocèse de Ciego de Ávila
Le diocèse de Ciego de Ávila (en latin : Dioecesis Caeci Abulensis ; en espagnol : Diócesis de Ciego de Ávila) est un diocèse de l'Église catholique à Cuba, suffragant de l'archidiocèse de Camagüey.

## Territoire

Diocèse de Ciego de Ávila

Il comprend la province de Ciego de Ávila et la municipalité de Jatibonico dans la province de Sancti Spíritus dont le reste de cette province est gérée par les diocèses de Cienfuegos et Santa Clara. Il possède un territoire d'une superficie de 7 887 km2 divisé en 7 paroisses. L'évêché est dans la ville de Ciego de Ávila où se trouve la cathédrale saint Eugène.

## Histoire
Le diocèse est érigé le 2 février 1996 par la constitution apostolique Universale Ecclesiae du pape Jean-Paul II en prenant sur le territoire du diocèse de Camagüey (aujourd'hui archidiocèse de Camagüey).

## Évêques
- Mario Eusebio Mestril Vega (1996-2017)
- Juan Gabriel Díaz Ruiz (2017-2022) nommé évêque de Matanzas